# Cenová hladina
Cenová hladina je vážený průměr cen zboží a služeb v hospodářské soustavě a je jedním ze základních ukazatelů, které sleduje makroekonomie. Cenová hladina, respektive všeobecná cenová hladina, se může v ekonomice zvyšovat, snižovat či zůstat neměnná.
Trvalý všeobecný růst cenové hladiny ekonomických statků a výrobních faktorů nazýváme inflace. Pokud všeobecná cenová hladina klesá (tudíž míra inflace nabývá záporných hodnot), říkáme takovému jevu deflace. Míra inflace vyjadřuje, jak se změnila cenová hladina oproti předchozímu období. V dnešní době se setkáváme spíše s pozitivní inflací. Dezinflace poté nastává tehdy, kdy tempo růstu cenové hladiny zpomaluje – naopak zrychlení růstu cenové hladiny je označováno jako akcelerující inflace.

## Měření cenové hladiny
Měření cenové hladiny je náročným úkolem každé statistické služby a zároveň úkolem velice citlivým, neboť informace o pohybu cenové hladiny patří k nejsledovanějším a také nejdůležitějším informacím z oblasti ekonomického života – odvozuje se od nich totiž řada dalších hospodářsky a sociálně významných propočtů, například výpočet reálných mezd, životních nákladů, důchodů a podobně. Správné a přesné měření cen je jedním z hlavních úkolů empirické ekonomie.
K měření cenové hladiny používáme cenové indexy. Nejběžnějšími z nich jsou Index spotřebitelských cen (CPI), který odráží změnu cen výrobků a služeb, které kupují domácnosti a jeho měření je založeno na srovnání nákladů na nákup typického spotřebního koše výrobků a služeb ve dvou srovnávacích obdobích a Implicitní cenový deflátor (IPD), který je přestavován zlomkem, v jehož čitateli je hodnota HDP daného (běžného) roku v běžných cenách tohoto roku, ve jmenovateli je tentýž HDP, avšak vyjádřený ve stálých cenách.
Dalším indexem, který se používá k měření cenové hladiny, je Index cen výrobců (PPI), který v sobě zahrnuje několik indexů, které monitorují cenový vývoj v jednotlivých odvětvích ekonomiky – nejčastěji používané jsou Index cen průmyslových výrobců, Index cen stavebních prací, Index cen tržních služeb nebo Index cen zemědělských výrobců.
Cenové indexy neovlivňují pouze míru inflace, jsou ale také součástí reálného výstupu a produktivity.

## Rovnice směny
Cenová hladina přímo úměrně závisí na množství peněz v oběhu („M“) a rychlosti obratu („V“), nepřímo poté závisí na velikosti produktu („Y“). Cenová hladina se označuje písmenem „P“.

Vzorec rovnice směny má tuto podobu: P x Y = V x M. Autorem této rovnice je Irving Fischer. V jiných verzích má tuto podobu: 
Rovnice 2: MV = PY
V = příjmová rychlost oběhu peněz, nikoli celková rychlost;
Y = objem všech transakcí, které vstupují do hodnoty národního důchodu (zboží a služeb).Rovnice 3: M = k d PY
Zde k d je požadavek držet peníze na jednotku peněžního příjmu. M a P jsou v kauzálním vztahu, pokud kd a Y jsou konstantní. Tuto verzi kvantitativní teorie použil Milton Friedman.Je vidět, že V (ať už je to považováno za rychlost oběhu peněz jako v rovnici 1, nebo za příjmovou rychlost oběhu peněz jako v rovnici 2) nebo k d musí být konstantní, aby kvantitativní teorie peněz fungovala, stejně jako T (v rovnici 1) nebo Y (v rovnici 2 a 3).

Je vidět, že Y ve druhé rovnici nahrazuje T a P je tedy průměrná cena zboží a služeb. V a Y musí být konstantní, aby peněžní zásoba vyvolala stejné nebo proporcionální změny v cenové hladině.
Podle Kvantitativní teorie peněz z toho vyplývá, že zvýšení množství peněz (deficit vlády, snížení úrokových sazeb) v ekonomice vyvolá odpovídající růst cenové hladiny a například zvýšení produktu v ekonomice vyvolá odpovídající snížení cenové hladiny. Ve skutečnosti existují tři verze kvantitativní teorie. Kvantitativní teorie předpokládá toto:
1. exogenní peněžní zásoba;
2. stabilní V nebo kd v rovnici (3) výše ;
3. stabilní Y ve výše uvedených rovnicích (2) a (3) a
4. rovnováha nebo téměř rovnováha (vysoké využití kapacity / automatická vysoká zaměstnanost).

Kritiku rovnice směny a kvantitativní teorie peněz nabízejí postkeynesovci. Kvantitativní teorie peněz předpokládá, že mezi peněžní zásobou a mírou inflace nebo cenovou hladinou existuje přímý, úměrný vztah. Pro země s mírou inflace nižší než 10 % (což je většina vyspělého světa) jsou empirické důkazy pro kvantitativní teorii peněz buď velmi slabé, nebo prostě neexistují . Ačkoli země s vysokou nebo hyperinflací vykazují korelaci mezi mírou růstu peněžní zásoby a inflací, na rozdíl od kvantitativní teorie není tento vztah proporcionální. Další ranou kvantitativní teorii je, že v zemích s velmi vysokou inflací míra inflace překračuje tempa růstu peněžní zásoby, protože rychlost oběhu peněz se zvyšuje s vysokou mírou inflace. Tato nestabilita rychlosti oběhu je v rozporu s kvantitativní teorií, která předpokládá stabilní rychlost oběhu.
Keynes tvrdil, že ani k d ani Y nejsou konstantní. Keynes ve své kritice rovnice 3 tvrdil, že při absenci plné zaměstnanosti nebude Y konstantní. Teorie se tak hroutí, zejména v recesi, depresi nebo dokonce v obdobích expanzí hospodářského cyklu, kdy není dosaženo plné zaměstnanosti. Neoklasici také předpokládali, že V je konstantní, protože akceptovali pouze transakční poptávku po penězích. Keynes však ukázal, že existují 4 motivy pro držení peněz: (1) motiv transakcí, (2) spekulativní motiv (3) preventivní motiv a (4) finanční motiv. Keynes tak odmítl myšlenku, že mezi peněžní zásobou a cenovou hladinou existuje přímý a úměrný vztah. Místo toho Keynes tvrdil, že nabídka peněz ovlivňuje cenovou hladinu nepřímo prostřednictvím svých účinků na úrokovou míru, příjem, výstup, zaměstnanost a investice. Ceny jsou navíc ovlivněny i výrobními náklady. Pouze při plné zaměstnanosti a plném využití zdrojů může růst peněžní zásoby zvýšit cenovou hladinu tak, jak předpovídá kvantitativní teorie.
Rychlost peněz je nestabilní, podléhá šokům a pohybuje se procyklicky. Pokud ekonomika není v plné zaměstnanosti (a má méně než plné využití kapacity), pak Y ve skutečnosti poroste s rostoucím příjmem a cenová hladina by mohla zůstat stabilní tváří v tvář této rostoucí peněžní zásobě/příjmu. Postkeynesiánští ekonomové ukázali, že máme v podstatě endogenní peněžní zásobu, takže předpoklad (1) je chybný. V moderní ekonomice jsou peníze endogenní v tom smyslu, že většinu peněz tvoří úvěrové peníze vytvořené bankami v reakci na poptávku po nich ze soukromého sektoru. V době recese je využití kapacity nízké a nezaměstnanost vysoká. Kvantitativní teorie také ignoruje dovozy v otevřených ekonomikách, které mohou udržet nízkou inflaci. Posilující směnný kurz může také snížit inflační tlaky. Zda dostanete inflaci nebo ne tváří v tvář rostoucí peněžní zásobě, závisí na konkrétním stavu ekonomiky v té době.

## Statistické údaje
Během let 2003–2012 rostla cenová hladina, která byla měřena implicitním deflátorem HDP, v ČR průměrným ročním tempem vy výši 1,1 %. V letech 2010–2011 bylo možné sledovat pokles cenové hladiny v důsledku vývoje cen v jednotlivých ekonomických oblastech. Po dvouletém poklesu cenová hladina pokročila opět směrem vzhůru.